# Kentucky Derby 1875
Kentucky Derby 1875 var den första upplagan av Kentucky Derby. Löpet reds den 17 maj 1875 över 1,5 miles. Den traditionella distansen på 1,25 miles etablerades inte förrän i Kentucky Derby 1896.
Tretton av de femton jockeyerna i löpet, inklusive vinnaren Oliver Lewis, var afroamerikaner. Publiksiffran uppskattades till 10 000 åskådare. Segrande häst blev Aristides med två längder. Han reds av Oliver Lewis, tränades av Ansel Williamson och ägdes av HP McGrath. Även Aristides halvbror och stallkamrat Chesapeake sprang i loppet.
Aristides segertid på 2:37.75 sekunder var vid tillfället världsrekord över distansen. Aristides seger i löpet var värd 2 850 dollar. Volcano som kom på andra plats fick 200 dollar.

## Resultat
| P  | S | Häst        | Jockey              | Tränare          | Land | Tid     |
| -- | - | ----------- | ------------------- | ---------------- | ---- | ------- |
| 1  | 1 | Aristides   | Oliver Lewis        | Ansel Williamson | USA  | 2:37.75 |
| 2  |   | Volcano     | H. Williams         |                  | USA  |         |
| 3  |   | Verdigris   | W. Chambers         |                  | USA  |         |
| 4  |   | Bob Woolley | William Walker      |                  | USA  |         |
| 5  |   | Ten Broeck  | M. Kelso            | Harry Colston    | USA  |         |
| 6  |   | Grenoble    | J. Carter           |                  | USA  |         |
| 7  |   | Bill Bruce  | M. Jones            |                  | USA  |         |
| 8  |   | Chesapeake  | W. Henry            |                  | USA  |         |
| 9  |   | Searcher    | Raleigh Colston Sr. |                  | USA  |         |
| 10 |   | Ascension   | William Lakeland    |                  | USA  |         |
| 11 |   | Enlister    | Cyrus Holloway      |                  | USA  |         |
| 12 |   | McCreery    | D. Jones            |                  | USA  |         |
| 13 |   | Warsaw      | Masterson           |                  | USA  |         |
| 14 |   | Vagabond    | J. Houston          |                  | USA  |         |
| 15 |   | Gold Mine   | Stradford           |                  | USA  |         |